# Homolje (Konjic, BiH)
Homolje je naseljeno mjesto u općini Konjic, Federacija Bosne i Hercegovine, BiH.
Nalaze se na planini Bitovnji, sjeverno od Konjica.

## Povijest
Nakon mletačkog oslobađanja dijelova Boke kotorske, iz Risna, Bijele, Herceg-Novog su što progonom što samostalno iselile muslimanske obitelji. U konjički kraj su stigle muslimanske obitelji za koje bi moglo biti da su iz Herceg-Novog su Alići na Homolju, Bašići u Lipovcima i u samom Konjicu, Čelebići u Seonici, Hasani, (od njih ostao samo istoimeni zaselak) Šabanovići u Tuhobiću i Konjicu, Topalovići u Goranima i Oteležanima, Novalići na Vrdolju te Turaci iz Novog i Sutorine, koji su se doselili u Podhum.

## Stanovništvo

### 1991.
Nacionalni sastav stanovništva 1991. godine, bio je sljedeći:
ukupno: 208
- Muslimani – 203
- Hrvati – 2
- Jugoslaveni – 3

### 2013.
Nacionalni sastav stanovništva 2013. godine, bio je sljedeći:
ukupno: 144
- Bošnjaci – 144

## Vanjske poveznice
- Satelitska snimka[neaktivna poveznica]